# Kolonia (Fenicja)

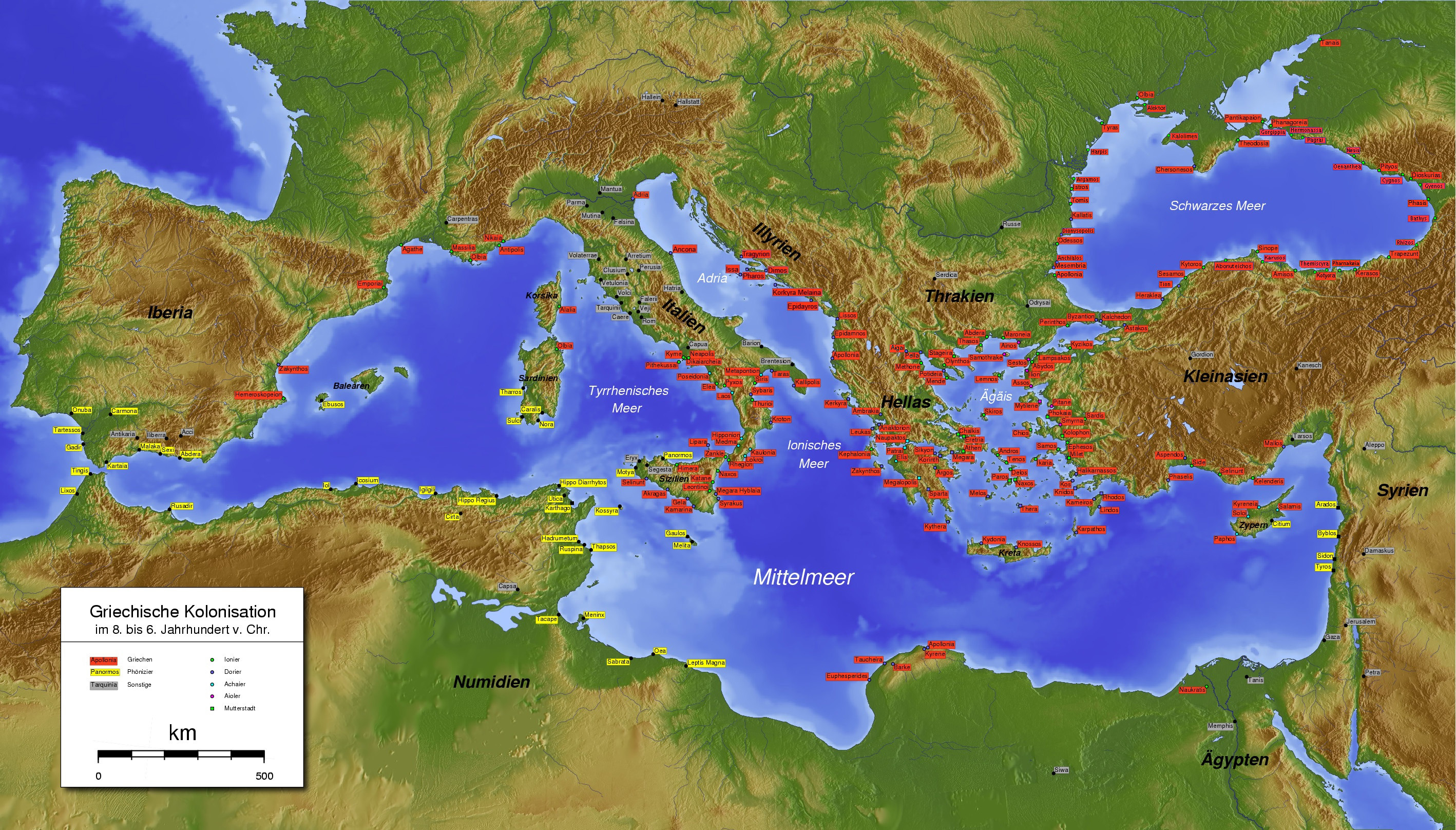
Na żółto zaznaczono kolonie fenickie w basenie Morza Śródziemnego, na czerwono – kolonie greckie.

Kolonia fenicka – rodzaj kolonii, zakładany przez kolonistów fenickich. Kolonie fenickie, podobnie do greckich, miały zwykle charakter miejski i krótko utrzymywały kontakt z macierzystymi miastami.
Fenicjanie zasiedlali głównie południowy zachód wybrzeży Morza Śródziemnego (np. Kartagina, Utyka, Rusaddir) i nieco na zachód od Gibraltaru (np. Gadir), ale także Baleary (np. Ebusos) oraz Sardynię (np. Tharros, Carales). Na terenach kontrolowanych przez te miasta powstało państwo Kartaginy. Jednak w innych rejonach Morza Śródziemnego przewagę zdobyli kolonizatorzy i handlarze z Grecji, co bezpośrednio wpłynęło na zwycięstwo Greków nad Fenicjanami w wojnie gospodarczej.

## Kolonie nadatlantyckie
- Gadir
- Tingis
- Lixus
- Thymiaterium

## Kolonie na wschód od Gibraltaru
- Abyla
- Malaka
- Abdera
- Rusaddir

## Kolonie na północnych wybrzeżach Afryki
- Tipasa
- Kartagina
- Leptis Magna
- Acholla
- Tapsos
- Parva
- Hadrumetum
- Utyka
- Hippo regius
- Chullu

## Kolonie na Balearach
- Ebusos

## Kolonie na Sardynii
- Olbia
- Tharros
- Sulcis
- Nora
- Carales

## Kolonie na Sycylii
- Motja
- Panormos
- Soluntum

## Kolonie na Malcie
- Malta